# 美国乡村总会
美国乡村总会（即哥伦比亚总会，又稱哥伦比亚乡村俱乐部），是中国上海市长宁区的一组历史建筑，位于延安西路1262号，现址由萬科負責開發，为上生新所（上生·新所）创意园区。

## 历史
1924年，上海的美国侨民在福州路建立花旗总会。1925年，上海美国侨民又在西郊越界筑路区域，大西路以南牛桥浜一带，兴建占地13公顷的乡村总会，包括四幢巴洛克风格二层花园住宅，和一幢巴洛克式大礼堂，由美国建筑师事务所哈沙德洋行设计。拥有“英制”露天游泳池、高尔夫球场，保龄球和弹球房、跳舞厅等设施。海军俱乐部也入駐於此。
第二次世界大战期间，日军在1943-1944年间将美国乡村总会作为盟国侨民集中营使用（沪西第三集中营），关押者多为老幼病弱为主。

1951年，上海生物制品研究所迁此。1999年，该建筑群被列为上海市优秀历史建筑。2016年，上生所搬離。万科以租赁方式从上生所手中接手该地块，并进行更新改造。2018年，改造後的上生·新所正式对外开放，內設书店、360°观景餐厅、艺术展览等。2020年12月24日，上海首家茑屋书店在美国乡村总会開業。
2024年第二季度起，上生·新所二期陸續對外開放。